# Rancourt-sur-Ornain
Rancourt-sur-Ornain is een gemeente in het Franse departement Meuse (regio Grand Est) en telt 214 inwoners (1999). De plaats maakt deel uit van het arrondissement Bar-le-Duc.

## Geografie
De oppervlakte van Rancourt-sur-Ornain bedraagt 10,1 km², de bevolkingsdichtheid is 21,2 inwoners per km².
De onderstaande kaart toont de ligging van Rancourt-sur-Ornain met de belangrijkste infrastructuur en aangrenzende gemeenten.

## Demografie
Onderstaande figuur toont het verloop van het inwonertal (bron: INSEE-tellingen).